# Jurriën Timber
Jurriën David Norman Timber (Utrecht, Países Bajos, 17 de junio de 2001) es un futbolista neerlandés que juega como defensa en el Arsenal F. C. de la Premier League.

## Trayectoria
Nacido en los Países Bajos, Timber y su hermano gemelo Quinten Timber, que también es futbolista, son de ascendencia de Aruba y Curazao. Su madre Marilyn es de Aruba y su padre es de Curazao, ambos parte de las Islas ABC en el Caribe Neerlandés. Debido a situaciones pasadas, la familia tomó su nombre materno Timber en lugar de tomar el apellido de su padre Maduro. Los gemelos también tienen tres hermanos mayores, Shamier, Chris y Dylan.

## Selección nacional
El 2 de junio de 2021 debutó con la selección de los Países Bajos en un amistoso ante Escocia que finalizó en empate a dos.

### Participaciones en Copas del Mundo
| Copa                           | Sede  | Resultado        | Partidos | Goles |
| ------------------------------ | ----- | ---------------- | -------- | ----- |
| Copa Mundial de Fútbol de 2022 | Catar | Cuartos de final | 4        | 0     |

### Participaciones en Eurocopas
| Eurocopa      | Sede   | Resultado        | Partidos | Goles |
| ------------- | ------ | ---------------- | -------- | ----- |
| Eurocopa 2020 | Europa | Octavos de final | 3        | 0     |

## Estadísticas

### Clubes
Actualizado al último partido disputado el 27 de diciembre de 2024.
| Club                             | Div.          | Temporada     | Liga  | Liga  | Copas nacionales | Copas nacionales | Copas internacionales | Copas internacionales | Total | Total |
| Club                             | Div.          | Temporada     | Part. | Goles | Part.            | Goles            | Part.                 | Goles                 | Part. | Goles |
| -------------------------------- | ------------- | ------------- | ----- | ----- | ---------------- | ---------------- | --------------------- | --------------------- | ----- | ----- |
| Jong Ajax · Países Bajos         | 2.ª           | 2018-19       | 11    | 0     | —                | —                | —                     | —                     | 12    | 0     |
| Jong Ajax · Países Bajos         | 2.ª           | 2019-20       | 24    | 0     | —                | —                | —                     | —                     | 24    | 0     |
| Jong Ajax · Países Bajos         | 2.ª           | 2020-21       | 4     | 0     | —                | —                | —                     | —                     | 4     | 0     |
| Jong Ajax · Países Bajos         | Total club    | Total club    | 39    | 0     | 0                | 0                | 0                     | 0                     | 39    | 0     |
| Ajax de Ámsterdam · Países Bajos | 1.ª           | 2019-20       | 1     | 0     | 0                | 0                | 0                     | 0                     | 1     | 0     |
| Ajax de Ámsterdam · Países Bajos | 1.ª           | 2020-21       | 20    | 1     | 4                | 0                | 6                     | 0                     | 30    | 1     |
| Ajax de Ámsterdam · Países Bajos | 1.ª           | 2021-22       | 30    | 3     | 5                | 0                | 8                     | 0                     | 44    | 3     |
| Ajax de Ámsterdam · Países Bajos | 1.ª           | 2022-23       | 34    | 2     | 5                | 0                | 8                     | 0                     | 47    | 2     |
| Ajax de Ámsterdam · Países Bajos | Total club    | Total club    | 86    | 6     | 15               | 0                | 22                    | 0                     | 121   | 6     |
| Arsenal F. C. Inglaterra         | 1.ª           | 2023-24       | 2     | 0     | 1                | 0                | 0                     | 0                     | 3     | 0     |
| Arsenal F. C. Inglaterra         | 1.ª           | 2024-25       | 16    | 1     | 2                | 0                | 5                     | 0                     | 23    | 1     |
| Arsenal F. C. Inglaterra         | Total club    | Total club    | 18    | 1     | 3                | 0                | 5                     | 0                     | 26    | 1     |
| Total carrera                    | Total carrera | Total carrera | 142   | 7     | 17               | 0                | 27                    | 0                     | 186   | 7     |

## Palmarés

### Títulos nacionales
| Título                   | Club              | País         | Año  |
| ------------------------ | ----------------- | ------------ | ---- |
| Copa de los Países Bajos | Ajax de Ámsterdam | Países Bajos | 2021 |
| Eredivisie               | Ajax de Ámsterdam | Países Bajos | 2021 |
| Eredivisie               | Ajax de Ámsterdam | Países Bajos | 2022 |
| Community Shield         | Arsenal F. C.     | Inglaterra   | 2023 |